# Colorina (telenovela peruana)
Colorina es una telenovela peruana producida y dirigida inicialmente por Michelle Alexander para América Televisión. Es la adaptación de la telenovela chilena del mismo nombre.
Basada en la historia original de Arturo Moya Grau. La primera etapa está protagonizada por Magdyel Ugaz y David Villanueva.         
El proyecto fue anunciado en 2015, quiénes iban a ser protagonistas Milett Figueroa y Yaco Eskenazi, siendo cancelado por problemas internos al año siguiente.[cita requerida] Figueroa fue anunciada durante la preventa del canal a finales de año para el 2016.
Sin embargo, según las declaraciones de Helmut Lindner, medio hermano y mánager de la modelo y actriz, afirmó que ya no formaría parte de la telenovela, por motivo de su incorporación al reparto central de la otra producción del canal Solo una madre, estrenada en 2017 y la demora de las grabaciones de la ficción, debido a la emisión de las producciones Valiente amor, Mis tres Marías y el remake Mujercitas, también del mismo canal. El presentador Rodrigo González también afirmó que Figueroa fue vetada del elenco por su falta de experiencia actoral y los escándalos que estuvo involucrada, producto de ser la causante de la separación de las figuras televisivas Guty Carrera y Melissa Loza en el año 2014. A su vez, Eskenazi se retira también del protagónico para conducir el programa del canal Lo sabe no lo sabe.[cita requerida]
En el año 2017, retomaron el proyecto con Ugaz y Villanueva reemplazando a Figueroa y Eskenazi en los papeles protagónicos.        
Con Villanueva y Ugaz en los roles protagónicos, se suman al elenco otros actores, siendo antagonizada por Natalia Torres Villar, Juan Carlos Rey de Castro, Stephanie Orúe, Christian Domínguez, Renato Bonifaz, Laly Goyzueta, Carlos Victoria y Maricielo Effio. Y con las actuaciones estelares de Gonzalo Molina, Andrea Montenegro, Elsa Olivero, Jimena Lindo, Bruno Odar, Vanessa Saba, Nicolás Fantinato, Claudio Calmet y la primera actriz Haydeé Cáceres.        
La segunda etapa, titulada Madre por siempre, Colorina, se estrenó el 11 de diciembre de 2017 y transcurre 20 años después de la primera etapa. Está protagonizada por Magdyel Ugaz, David Villanueva, Jesús Neyra y Guillermo Blanco. A su vez antagonizada por Juan Carlos Rey de Castro, Natalia Torres Vilar, Emanuel Soriano, Stephanie Orúe, María José Vega, Rebeca Raéz, Andrea Luna, Christian Domínguez, Alexandra Graña y Giovanni Arce.
Cuenta con las actuaciones estelares de Gonzalo Molina, Andrea Montenegro, Priscila Espinoza, Jimena Lindo, Bruno Odar y Cindy Díaz. 

## Argumento

### Primera etapa
Fernanda vive en Tarapoto, en la Selva del Perú, con su padrastro Pelagio y su madre Corina, quien se encuentra gravemente enferma. Pelagio convence a Fernanda para conseguir dinero para una supuesta operación a su madre, para lo cual tendría que pasar una noche con Junípero Barboza, un traficante de oro que recientemente ha llegado al pueblo. Fernanda acepta la propuesta y luego se retracta; sin embargo, es víctima de abuso por parte de Junípero. Al día siguiente su madre muere y Fernanda queda bajo la protección de Barboza quien se entera de lo sucedido. Al poco tiempo, Fernanda escapa y se traslada a Lima. Una noche conoce a Muñeca Montiel, una prostituta que se compadece por su situación y la lleva al Salón Kitty.
El Salón Kitty es una exclusiva casa de citas de ese tiempo y esta regentado por su actual dueña Yovanka, la misma que acepta que Fernanda trabaje allí. Tres años después, Fernanda se ha convertido en «la Colorina» y trabaja en el centro nocturno como prostituta junto a su gran amiga Muñeca. Ambas son invitadas por Iván, cuñado de Luis Carlos, el día del cumpleaños del padre del protagonista. Mientras Colorina esta en la fiesta, Luis Carlos intenta detenerla y en ese momento ambos se dan cuenta de que ya se conocían antes; ya que Luis Carlos había acudido a Tarapoto con su esposa, la misma que ha sido diagnosticada con Esclerosis múltiple, una enfermedad degenerativa.
Al quedar Colorina embarazada de Luis Carlos, su madre Matilde desea quedarse con el bebé, por lo que idea un plan para separarlos junto a Iván y a Yovanka.
Una noche planeada envenenaron a Ami, empleada de la casa, sacaron a Luis Carlos de Lima para que así Fernanda dé a luz a la fuerza y el bebé nació pero el doctor que hizo que el bebé naciera le faltaba un suero y fue con Matilde a buscarlo mientras eso Iván cuidaba que Fernanda no escapara y en eso llegan Homero y Muñeca golpean a Iván y lo deja inconsciente por unos minutos, Ami llega del hospital y deja escapar a Fernanda.
Después la empleada de la Casa Berta que esta embarazada de Pancho, jardinero de los Villamore y primo de Homero, abandona a sus bebés y los deja a cargo de Pancho pero Pancho muere por un paro cardíaco y así fue como Colorina decidió que los tres serían sus hijos por igual.
Después Colorina llama a Luis Carlos y le cuenta todo lo que pasó y que su hijo no era de él, Fernanda le rogó que abandonará el país y que regrese a España porque su madre lo va a hacer infeliz por toda su vida y Luis Carlos cumpliendo la última voluntad de Fernanda quiso que cumpliera lo hizo.
Fernanda, Muñeca y Homero escapan a Piura y ahí se refugian para iniciar una nueva vida y Fernanda con su nueva identidad, Fabiola Almazán, nunca le dirá a nadie quien es el hijo de Luis Carlos: ese secreto se lo llevará a la tumba.

### Segunda etapa
Han transcurrido veinte años desde que Colorina escapa de las manos de Matilde, ahora tiene tres hijos y ha logrado convertirse en una prospera empresaria. transcurre el tiempo y Fernanda ahora convertida en Fabiola, regresa a Lima a causa de que uno de sus hijos escapa, mientras está en Lima, Fabiola se encuentra con Luis Carlos, él le reclama por su hijo, y ella le dice que ese hijo no es de él, Luca para poder volver a estar con ella, acepta lo que le dice, llega un momento donde se revela la verdad y Fabiola vive el momento más difícil de su vida, mientras tanto Iván sigue haciendo sus maldades e intenta matar a José Ignacio. Fabiola le revela mediante una prueba de ADN a sus hijos y a Luis Carlos que José Ignacio y José Luciano son hijos de Berta y Pancho, y que José Aurelio es su único y verdadero hijo.

### Final de la novela
- Alan revela que intentó matar a Iván.
- Berta muere de la misma forma que muere Cielo en su boda, no sin antes descubrir quiénes son sus hijos.
- Iván es detenido y dejado incapacitado por Berta.
- Matilde se va de viaje para alejarse de su familia.
- Fabiola revela que José Aurelio es su hijo biológico.
- Fabiola se casa con Luis Carlos el mismo día de la boda de Ramiro y Flor de María.

## Elenco
- Magdyel Ugaz como Fernanda «Nanda» Méndez Quiñones de Villamore «Colorina» / Fabiola Almazán.
- David Villanueva como Luis Carlos «Luca» Villamore Peñaranda.
- Guillermo Blanco como José Aurelio Villamore Méndez / José Aurelio Almazán.
- Jesús Neyra como José Luciano Mendoza  López / José Luciano Almazán.
- Emanuel Soriano como José Ignacio Mendoza López / José Ignacio Almazán. (Antagonista principal reformado)
- Natalia Torres Vilar como Matilde Peñaranda Molina / Div. de Villamore. (Antagonista principal)
- Juan Carlos Rey de Castro como Iván Williams Castillo. (Antagonista principal)
- Andrea Montenegro como «Muñeca Montiel» / Guadalupe «Lupita» Córdova Suárez.
- Gonzalo Molina como Homero Mendoza Laguna.
- Vanessa Saba como Yovanka Tapia Orozco.
- Nicolás Fantinato como Don Ramiro Villamore del Campo.
- Elsa Olivero como Amelia «Amy» Peñaranda Rivera de Vergara.
- Jimena Lindo como Esterlina Salas Olmedo de Villamore.
- Bruno Odar como Rogelio Villamore del Campo.
- Andrea Luna como Ágata Villamore Salas. (Antagonista reformada)
- Priscila Espinoza como Rubí Villamore Salas.
- Cindy Díaz como Soledad Sánchez Vásquez.
- Claudio Calmet como Francisco «Pancho» Mendoza del Águila.
- Stephanie Orúe como Berta Rocío López Vergaray  vda. de Pelufo. (Antagonista reformada)
- Christian Domínguez como Aquiles Ramírez Morales. (Antagonista)
- Carlos Casella como Gerard Vega Palacios.
- Sheyla Rojas como Wendolyn.
- Diana Sánchez como Noelia.
- Malory Vargas como Orfelinda Gonzáles Robles.
- Renato Bonifaz como Damián Zaldívar Cortez. (Antagonista)
- Laly Goyzueta como María Emilia Jara Valdez / Jezabel. (Antagonista)
- Gina Yangali como Socorro «Help».
- Macla Yamada como María del Rosario Pinedo Tejada «Lilith».
- Cielo Torres como Rita.
- Augusto Gutiérrez como Pedro «Pierre» Vega Palacios.
- Eva Alcandré como Amada Caldas Miranda de Almazán.
- Dante del Águila como Jonathan Sánchez Puccio.
- Carolina Infante como Clara «Clarita».
- Zoé Arévalo como Mayra.
- Alexandra Graña como Odette Díaz Salinas vda. de Villarreal. (Antagonista)
- Giovanni Arce como Alan Tramontana García (Antagonista).
- Liliana Alegría como Flor de María Cárdenas Espinoza de Villamore.
- María José Vega como Lady Laura Miranda Cárdenas. (Antagonista reformada)
- Gustavo Mayer como Esteban Vergara Sandoval.
- Rebeca Ráez como María Cielo Becerril Alcántara «Cielo». (Antagonista)
- Tati Alcántara como Jessica Becerril Ortiz.

### Estrellas invitadas
- Alonso Cano como Detective Mario Espada.
- Alessandra Denegri como Diana Castillo Banderas de Villamore.
- Carmela Tamayo como Comandante Jenny Orosco Barco.
- Carlos Victoria como Junípero Barboza del Castillo. (Antagonista)
- Maricielo Effio como Brigitte Ríos Valdivia. (Antagonista)
- Pold Gastello como Pelagio Carrillo Baylón.
- Norka Ramírez como Corina Quiñones Pastor de Carrillo / Vda. de Méndez.
- Pedro Olórtegui como Rodolfo Goyenechea Loayza.
- Alfredo Lévano como ElÍas Salas Polar.
- Nico Ames como Alberto García Morales.
- Patricia Frayssinet como Angélica Romero de Goyenechea.
- Graciela «Grapa» Paola como Olga Smirnoff Schimit.
- Wally Fulton como Dr. Carlos Olaya.
- Ismael Contreras como Don Lorenzo Mendoza Pastor.
- Haydeé Cáceres como Doña Tomasa Laguna Ayala de Mendoza.
- Alessandra Fuller como Melisa Palacios.

## Temporadas
- La primera temporada se tituló simplemente Colorina, y se emitió del 26 de septiembre al 8 de diciembre de 2017 sustituyendo a Mujercitas.
- La segunda temporada se tituló Madre por siempre, Colorina, y se emitió del 11 de diciembre de 2017 al 19 de febrero de 2018 siendo sustituida por Ojitos hechiceros: Cantando con el corazón.

| Temporada | Temporada | Episodios | Rango de episodios | Título                      | Emisión original         | Emisión original       |
| Temporada | Temporada | Episodios | Rango de episodios | Título                      | Comienzo                 | Final                  |
| --------- | --------- | --------- | ------------------ | --------------------------- | ------------------------ | ---------------------- |
|           | 1         | 54        | 1 - 54             | Colorina                    | 26 de septiembre de 2017 | 8 de diciembre de 2017 |
|           | 2         | 49        | 55 - 103           | Madre por siempre, Colorina | 11 de diciembre de 2017  | 19 de febrero de 2018  |

## Recepción
En diciembre de 2017 la productora Alexander reconoció que la telenovela recibió una baja audiencia. Para la segunda temporada, tuvo una audiencia aceptable según Produ.